# Lijst van Belgische deelnemers aan de Paralympische Zomerspelen 1972
Deze lijst van Belgische deelnemers aan de Paralympische Zomerspelen 1972 in Heidelberg, West-Duitsland geeft een overzicht van de sporters die zich hebben gekwalificeerd voor de Spelen.
| Paralympiër         | Sport                     | Onderdeel | Ervaring   |
| ------------------- | ------------------------- | --- | ---------- |
| Alice Verhee        | Atletiek Schermen         | Discuswerpen Klasse 3 Kogelstoten Klasse 3 Speerwerpen Klasse 3 Precisie Speerwerpen Degen Klasse Individueel            | 2de Spelen |
| Andre Allemeersch   | Atletiek                  | Discuswerpen Klasse 4 Kogelstoten Klasse 4 Slalom Klasse 4 Speerwerpen Klasse 4 Precisie Speerwerpen 100 m Klasse 4      | 2de Spelen |
| Andre Gurman        | Atletiek                  | Precisie Speerwerpen | 2de Spelen |
| Delobel             | Atletiek Gewichtheffen    | Precisie Speerwerpen Zwaargewicht                                                                                        | 2de Spelen |
| Frank Jespers       | Atletiek Schermen Zwemmen | 100 m Klasse 3 4x60 m Estafette Klasse open Sabel Klasse Individueel 50 m Rugslag Klasse 3 50 m Vrije Slag Klasse 3      | 2de Spelen |
| Michel de Kemp      | Atletiek                  | Discuswerpen Klasse 1B Kogelstoten Klasse 1B Slalom Klasse 1B Speerwerpen Klasse 1B 100 m Klasse 1B                      | Debutant   |
| Remi van Ophem      | Atletiek Gewichtheffen    | Discuswerpen Klasse 4 Kogelstoten Klasse 4 Speerwerpen Klasse 4 100 m Klasse 4 4x60 m Estafette Klasse open Lichtgewicht | Debutant   |
| L. Verbauwe         | Atletiek Tafeltennis      | Discuswerpen Klasse 5 Kogelstoten Klasse 5 Speerwerpen Klasse 5 Precisie Speerwerpen Individueel Klasse 4                | Debutant   |
| Wauters             | Atletiek                  | Discuswerpen Klasse 1A Kogelstoten Klasse 1A Speerwerpen Klasse 1A 60 m Klasse 1A                                        | Debutant   |
| Guy Grun            | Boogschieten              | FITA Ronde Klasse Open                                                                                                   | 2de Spelen |
| Schelfaut           | Boogschieten              | FITA Ronde Klasse Open                                                                                                   | 3de Spelen |
| Seilleur            | Boogschieten Dartchery    | FITA Ronde Klasse Open Paren Klasse open                                                                                 | Debutant   |
| van Praet           | Boogschieten Dartchery    | Korte Western Ronde Klasse Open Paren Klasse open                                                                        | Debutant   |
| Pollin              | Gewichtheffen             | Licht-Zwaargewicht | Debutant   |
| Wilfred van Brauene | Schermen                  | Sabel Klasse Individueel                                                                                                 | 2de Spelen |
| Wim Jacob           | Schermen                  | Sabel Klasse Individueel                                                                                                 | 2de Spelen |
| Ann Matthys         | Schermen                  | Degen Klasse Individueel                                                                                                 | 2de Spelen |
| Drouwin             | Tafeltennis               | Individueel Klasse 1B | Debutant   |
| Richard de Zutter   | Tafeltennis               | Individueel Klasse 4 | 2de Spelen |
| Johan van Keymeulen | Zwemmen                   | 100 m Rugslag Klasse 5 100 m Schoolslag Klasse 5 3x50 m Wisselslag Klasse 5                                              | 2de Spelen |

## Opmerkingen
- De namen van de Basketbal heren van 1972 zijn niet bekend.